# Fisiologia vegetal

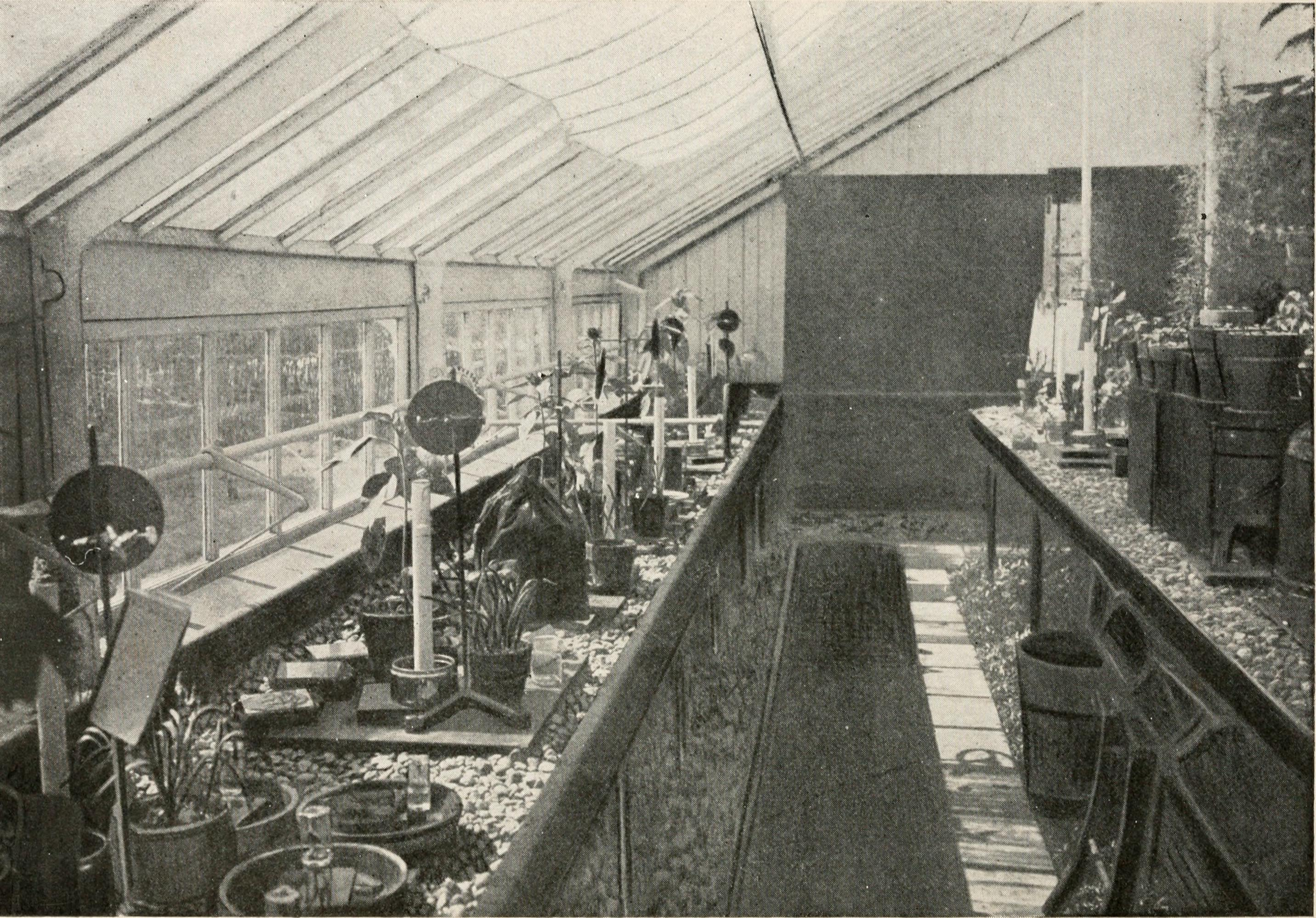
Curs de laboratori de fisiologia vegetal, especialment com a base per a l'ecologia, realitzat el 1901.

En botànica, la fisiologia vegetal és l'estudi del funcionament, o fisiologia, de les plantes. D'una manera més concreta, és l'estudi del funcionament dels òrgans i teixits vegetals de les plantes.
El camp de treball d'aquesta disciplina, estretament relacionada amb la bioquímica i la biologia molecular, és molt divers, i se centra principalment en:
- La nutrició de la planta, en especial l'absorció d'elements minerals i les funcions de síntesi
- La fotosíntesi
- La respiració i transpiració
- L'activitat hormonal
- La fotoperiodicitat i el ritme circadiari
- El creixement i desenvolupament vegetatiu
- La reproducció vegetativa o sexual

Els fenòmens relatius a l'herència constitueixen una part tan important de la fisiologia que ha arribat a formar una disciplina independent, la genètica.
Julius von Sachs va unificar aquests estudis fisiològics fusionant-los com a disciplina. La seva obra Lehrbuch der Botanik va ser considerada durant molt temps com la bíblia de la fisiologia vegetal.